# Billy Barnes
Billy Barnes (Londra, 20 maggio 1879 – 1962) è stato un allenatore di calcio e calciatore inglese, di ruolo attaccante.

## Biografia
Suo fratello Alfred fu un ministro dei trasporti eletto nel partito Cooperativo Laburista.

## Carriera
Dopo aver giocato nel Thames Ironworks F.C., nel 1899 Barnes passa allo Sheffield United, società con la quale vince la FA Cup del 1902. La finale contro il Southampton finisce 1-1 e si deve giocare il replay. Nella seconda finale, Barnes rimpiazza l'infortunato Walter Bennett, segnando il definitivo 2-1 su assist di Alf Common e permettono allo Sheffield United di vincere il trofeo per 2-1. Trasferitosi al QPR, Barnes debutta con la squadra il 2 settembre del 1907. Durante il suo periodo a Londra, disputa due Supercoppe inglese (nel 1908 e nel 1912), in quanto vincitore della Southern League, ma perde entrambe le edizioni prima contro il Manchester United (1-1 e 4-0 nel replay), poi contro il Blackburn (2-1). Nel 1908 rappresenta anche la Football League in una partita contro la Scottish Football League. Nella stagione 1908-1909 è il capocannoniere del QPR, con 10 reti tra campionato e coppe; la squadra si ferma al quindicesimo posto in Southern League e al secondo posto in Western Football League.
Dopo aver terminato la carriera da calciatore, allena in due periodi la società spagnola dell'Athletic Club, vincendo tre Coppe di Spagna tra il 1915 e il 1921.
Nel 2007, ricostruendo la storia del club, Barnes è nominato tra i 100 migliori calciatori della storia del QPR.

## Palmarès

### Giocatore

#### Competizioni nazionali
- West Ham Charity Shield: 1

Thames Ironworks F.C.: 1896
- Coppa d'Inghilterra: 1

Sheffield United: 1901-1902
- Southern Football League: 2

QPR: 1907-1908, 1911-1912

### Allenatore

#### Competizioni nazionali
- Copa del Rey: 3

Athletic Bilbao: 1915, 1916, 1921